# Церква Перенесення мощей святого Миколая (Слов'ятин)
Церква Перенесення мощей святого Миколая в Слов'ятині — парафія і храм греко-католицької громади Бережанського деканату Тернопільсько-Зборівської архієпархії Української греко-католицької церкви в селі Слов'ятин Тернопільського району Тернопільської области. Пам'ятка архітектури місцевого значення.

## Історія церкви
Храм Перенесення мощей святого Миколая був збудований у 1714 році, а дзвіниця — у 1782 році. Храмове свято відзначають 22 травня.
До XVIII століття храм належав до Львівської православної єпархії, а з 1701 року увійшов до Київської унійної митрополії, яка пізніше стала Львівською архієпархією УГКЦ. У 1960-х роках радянська влада закрила церкву, але з 1990 року парафія знову відновила свою діяльність у лоні УГКЦ.
Згідно з даними, чисельність вірних УГКЦ у XIX — на початку XX століття зростала:
- 1832 — 739 осіб
- 1904 — 1146 осіб
- 1936 — 1450 осіб

Крім того, у 1932–1933 роках у селі проживало 118 римо-католиків та 19 юдеїв.
Колишній старший брат Микола Панас протягом понад 20 років активно займався життям парафії, відновив зовнішній вигляд церкви та збудував літню каплицю. При парафії діють Марійська дружина та Вівтарна дружина, створені у 2006 році, а також недільна школа.
На території церкви є каплиця Покрови Пресвятої Богородиці та могили перезахорочених Українських Січових Стрільців і воїнів УПА. У школі та дитячому садку облаштовано каплички.
14 жовтня для греко-католиків у Слов'ятині відбувається відпуст на честь Покрови Пресвятої Богородиці. Це право було надане грамотою з Рима 7 грудня 1873 року Папою Пієм IX за сприяння Галицького митрополита Йосифа Сембратовича. Оригінал грамоти досі зберігається.

## Парохи
- о. Михайло Янович (1832—1847),
- о. Іван Бучацький (1847—1848),
- о. Григорій Левицький (1848—1855),
- о. Степан Щировський (1855—1856),
- о. Микола Рибак (1856—1898),
- о. Ярослав Гургула (1898—1899),
- о. Лев Гринєвич (1899—1911),
- о. Петро Стернюк (1911—1916),
- о. Юліян Дуткевич (1916—1924),
- о. Корнилій Куницький (1926—1929),
- о. Йосиф Коровець (1929—1930),
- о. Любомир Сивенький (1930—1939),
- о. Теодор Людкевич (1939—1944),
- о. Василій Івасюк (1990—1993),
- о. Володимир Заболотний (1993—1994),
- о. Богдан Домінський (1994—1999),
- о. Руслан Ковальчук (1999—2002),
- о. Василь Пазюк (2002—2005),
- о. Іван Соколовський (з 11 березня 2005).